# Copiano
Copiano é uma comuna italiana da região da Lombardia, província de Pavia, com cerca de 1.364 habitantes. Estende-se por uma área de 4 km², tendo uma densidade populacional de 341 hab/km². Faz fronteira com Filighera, Genzone, Gerenzago, Magherno, Vistarino.

## Demografia
| Variação demográfica do município entre 1861 e 2011                               |
|                                                                                   |
| Fonte: Istituto Nazionale di Statistica (ISTAT) - Elaboração gráfica da Wikipedia |